# Vasile Caciureac
Vasile Caciureac (n. 19 octombrie 1962, Sighetu Marmației, Maramureș, România) este un fost fotbalist român care a evoluat pe postul mijlocaș.
El este căsătorit cu Vali Ionescu.